# Coriolanus
Denna artikel handlar om den mytiske romaren Coriolanus. För Shakespeares skådespel med samma namn, se Coriolanus (skådespel).

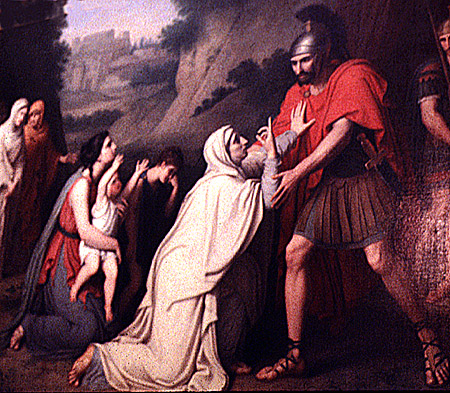
"Venturia vid Coriolanus fötter" av Gaspare Landi.

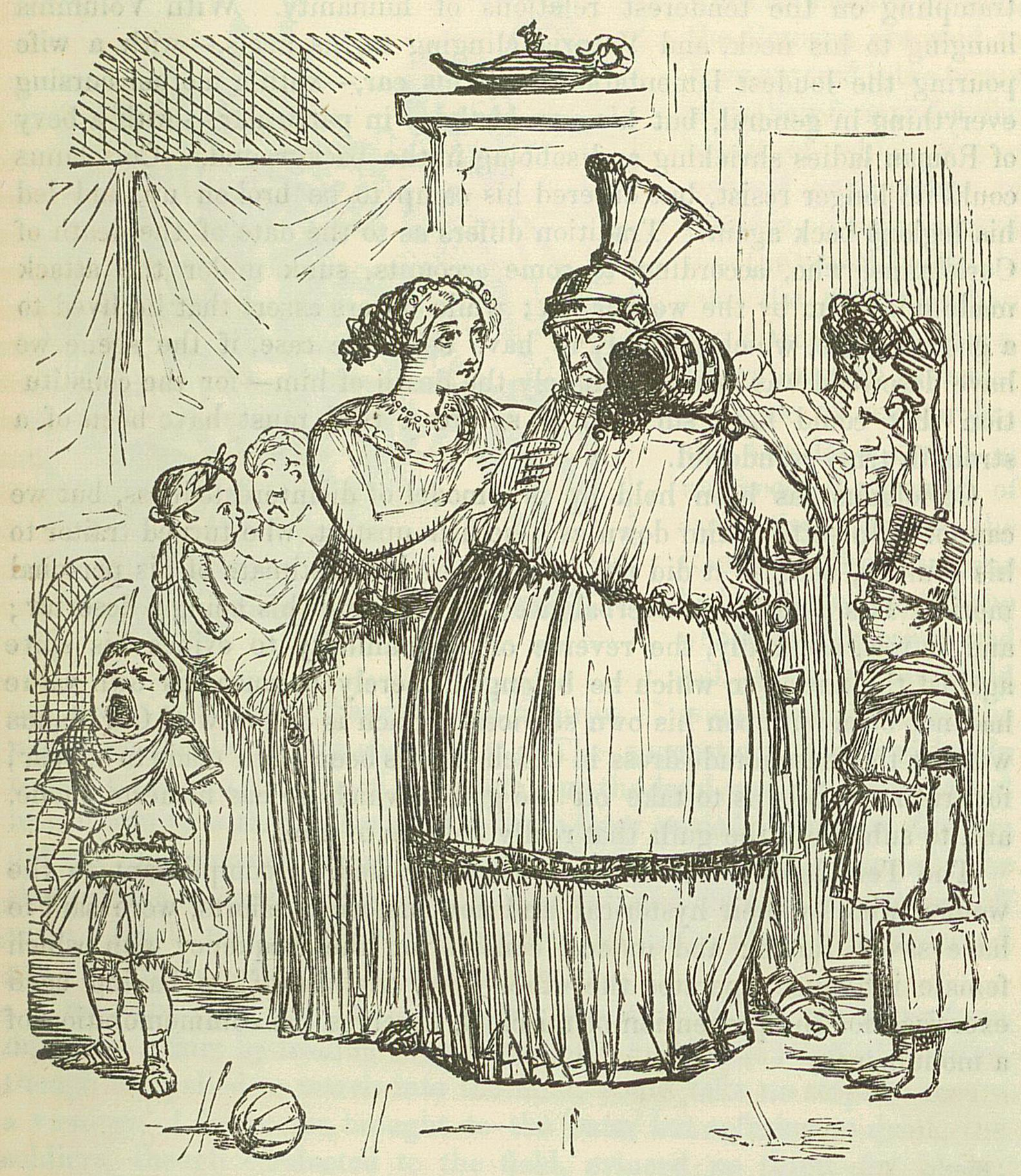
Coriolanus lämnar sin fru och familj.

Gaius Marcius Coriolanus var en möjligen mytologisk romersk general som sades ha levt under 400-talet f.Kr.
Under senantiken ansåg historiker i allmänhet, att Coriolanus hade existerat och en allmänt accepterad berättelse om hans liv förelåg, berättad av ledande historiker, såsom Titus Livius och Plutarchos.

## Den allmänt accepterade levnadsbeskrivningen
Enligt Plutarchos representerade Coriolanus den romerska aristokratin. Som general ledde han framgångsrikt stadens styrkor mot fiendestammen volskerna. Efter att ha besegrat dem och vunnit stöd av patricierna i den romerska senaten kämpade Coriolanus mot plebejernas demokratiska strävanden, varigenom han fick många personliga fiender. Generalen anklagades för felaktig användning av offentliga medel, dömdes och förvisades från Rom. I otacksamhet vände sig den förvisade generalen mot Rom och allierade sig med de volsker han en gång hade kämpat mot.
Plutarkos vet i sin beskrivning berätta, att Coriolanus förklädde sig och tog sig in i en förmögen volskisk adelsmans, Tullus Aufidius, hem. Där demaskerade han sig och vädjade till Aufidius om hjälp. Coriolanus och Aufidius fick sedan volskerna att bryta sin vapenvila med Rom och uppbåda en armé, för att invadera staden. När Coriolanus' volskiska trupper hotade staden skickades romerska kvinnor, inklusive hans egen hustru och mor, att försöka förmå honom att dra tillbaka anfallet.
Då han fick se sin mor Venturia, hustru Volumnia och barn kasta sig för hans fötter i bön ångrade sig Coriolanus, drog tillbaka sina trupper från Roms gränser och drog sig tillbaka till Aufidius' hemstad Antium. Coriolanus hade därmed visat sig illojal både till Rom och volskerna. Aufidius vann då stöd för att få Coriolanus åtalad av volskerna och sedan mördad innan rättegången var över.
Berättelsen om Coriolanus' vädjan till Aufidius har stora likheter med en berättelse ur Themistokles liv - denne var ledare för den athenska demokratin och samtida med Coriolanus. Under Themistokles' exil från Aten, begav han sig till kung Admetos av molossierna hem, trots att denne man var hans personlige fiende. Themistokles kom till Admetos förklädd och vädjade till honom som flykting, precis som Coriolanus vädjade till Aufidius. Themistokles försökte dock aldrig genomdriva någon militär hämnd mot Aten.

## Modern skepsis
Coriolanus historia, såsom den har berättats av de antika historikerna, är en moralistisk berättelse, som visar på dåliga individuella respektive kollektiva handlingar, däribland illojalitet och otacksamhet. De flesta moderna forskare dömer idag ut historien som en legend, troligen påhittad som förklaring till och rättfärdigande av, att romarna flera gånger hade blivit besegrade av volskerna. För att behålla sin självrespekt började ättlingar till de överlevande romarna tro att anledningen till att de hade blivit besegrade var att en romersk avhoppare hade lett fiendestyrkorna. Denna myt skulle stärka romarna i deras tillit till sin militära ledning, genom att säga dem att "Endast en föredetta romare kan besegra oss romare".